# Cañón de tanque

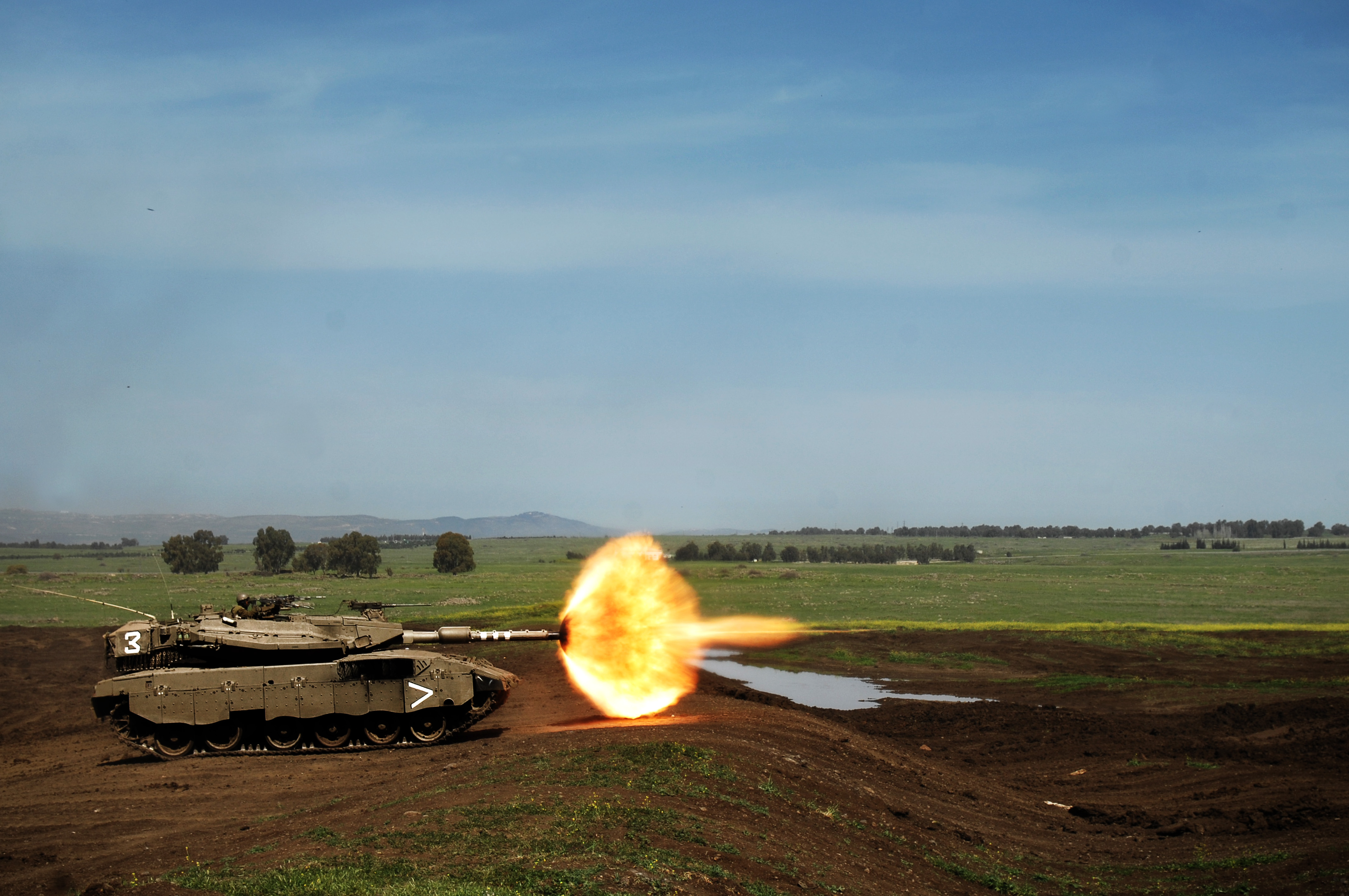
Un tanque israelí Merkava IIID disparando su cañón en los Altos del Golan en 2008.

Un cañón de tanque es, en general, el arma principal de los tanques. A diferencia de los primeros blindados, que llevaban varias ametralladoras o cañones, los tanques actuales casi siempre van equipados con un solo cañón como arma principal.
Los cañones de los tanques pueden ser de ánima estriada o lisa y, actualmente, suelen ir montados a una única torreta giratoria.

## Historia
Los tanques aparecieron durante la Primera Guerra Mundial como medio ofensivo para romper los frentes apretujados de ametralladoras y artillería, que provocaban enormes bajas entre la infantería o la caballería atacante. Para destruir las defensas y posiciones enemigas, estos primeros tanques, fueron equipados con cañones y ametralladoras. Generalmente estas armas se instalaban al frente o en los lados del vehículo, con un ángulo limitado de elevación y rotación, lo cual hacía que se tuvieran que instalar varias.

Tripulación de un Valentine cargando un QF 2 pounder, 2-pdr OQF, durante la Segunda Guerra Mundial.

Los británicos instalaron pequeños cañones navales en algunos de sus tanques, fáciles de orientar y con buena disponibilidad. Concretamente cañones Hotchkiss QF de 6 libras, de 57 milímetros y 40 calibres, que se montaron en los tanques Mark. Los alemanes equiparon a su A7V con cañones Sokol o Nordenfelt, del mismo calibre. Por su parte, los franceses, utilizaron cañones de 75 milímetros, usados ya en la artillería, y de 37 mm.
Después del primer enfrentamiento entre tanques, que duró unas cuántas horas, se constató que todos los tanques tenían que llevar un cañón. Esta pieza tenía que poder perforar el blindaje del enemigo y tenía que ir equipada con sistemas de puntería que permitieran disparar con precisión.

### Periodo de entreguerras
Terminada la Gran Guerra, todos los beligerantes se dieron cuenta de que en un futuro el tanque sería una pieza clave de los campos de batalla. Por eso comenzaron a desarrollar armas para la infantería que pudieran contrarrestar a los blindados. Las primeras armas antitanque fueron los cañones de pequeño calibre, de entre 20 y 47 mm, que con un proyectil macizo y una alta velocidad de salida podían perforar la mayoría de blindajes.
A pesar de que los tanques de entreguerras continuaban incorporando obuses cortos, algunos blindados ya añadían algún cañón antitanque directamente adaptado de los primeros cañones para infantería.
Son ejemplos, en la década de los 30, el cañón Skoda A7 de 37 mm y 45 calibres de largo montado a los tanques ligeros checoslovacos LT-35 y LT-38. O el 2-pdr OQF MK.IX británico de 40 mm y 50 calibres, usado en los tanques Matilda II, Valentine y Crusader.

### Segunda Guerra Mundial

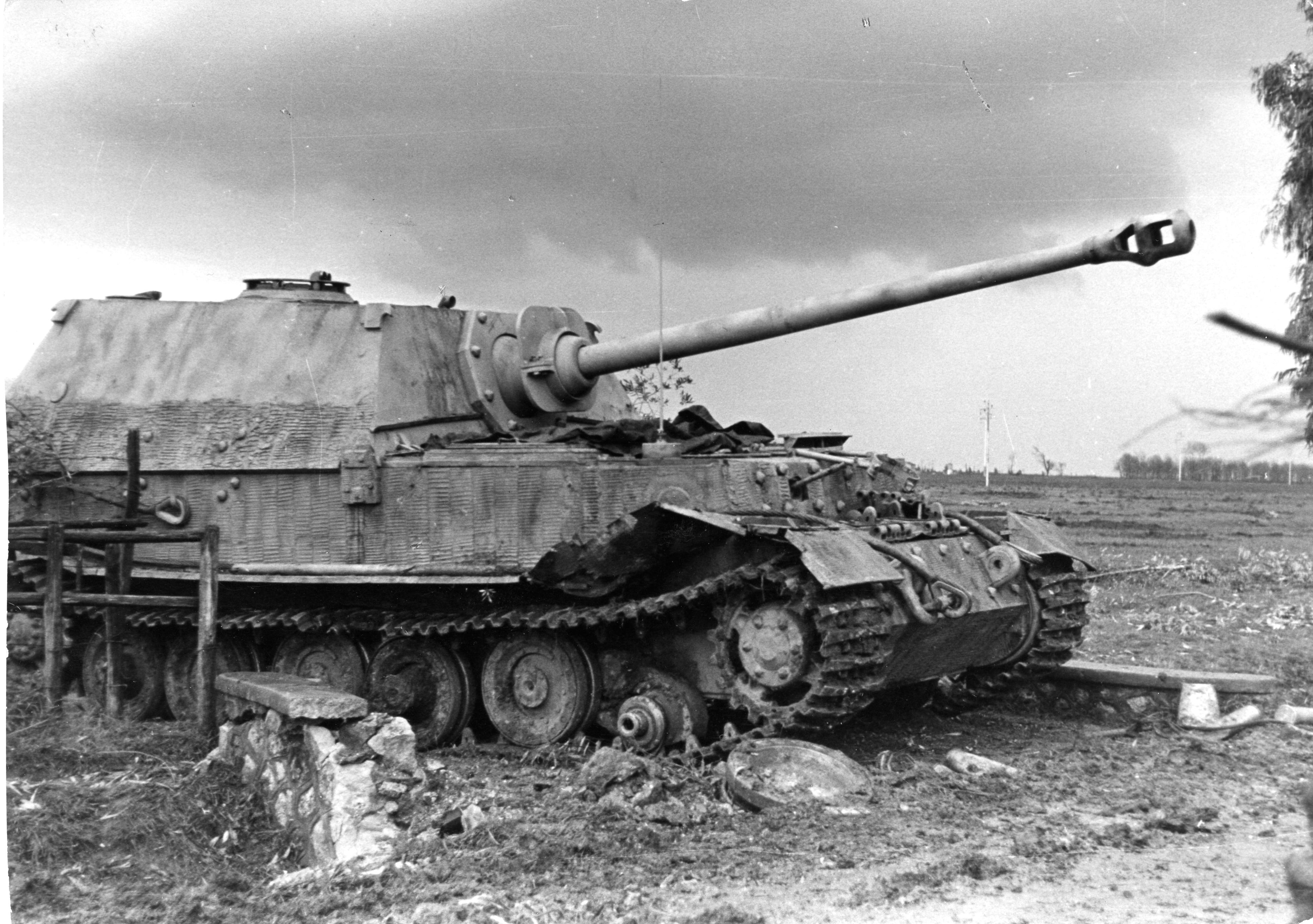
El Cazatanques Elefant, de finales de la guerra, llevaba el cañón 8.8 cm Pak 43 de 88 mm.

Después de los primeros combates con tanques de la Segunda Guerra Mundial, en Polonia, se comprobó que con los obuses cortos y los cañones de infantería no era suficiente. Así, durante toda la guerra,  hubo una evolución continua, siempre marcada por un crecimiento del calibre y la longitud. 
Esto se puede comprobar en la evolución de los cañones alemanes, que empezaron la guerra con piezas como el 3,7cm KwK.L46 de 37 mm y 46 calibres o el 7,5cm KwK.37 de 75 mm y 24 calibres y la acabaron con cañones como el 8,8 KwK.43 de 88 mm y 71 calibres o el 12,8 PaK.44 de 128 mm y 55 calibres.
El resto de facciones también hicieron una progresión similar. Los soviéticos comenzaron con los pequeños cañones de 45 mm mod.32 y con los obuses de 76 mm y de 16 o 30 calibres. A finales de la guerra ya disponían de piezas como el D-25T de 122 mm y 43 calibres, equipado en los tanques IS-2. Un ejemplo es el estadounidense M4 Sherman con cañones de 75mm y 76mm

### Guerra Fría
Después de la Segunda Guerra Mundial la evolución de los cañones de tanques estuvo marcada por la carrera armamentística entre el bloque capitalista y el bloque comunista. 
La primera generación de cañones de tanques oscilaba alrededor de los 80-90 mm de calibre. En el bando capitalista, los británicos disponían del 20 pdr (de 83,4 mm) que armaba al tanque Centurion 3. Los Estados Unidos usaron el Cañón M3 90 mm de 50 calibres, que instalaron a los tanques M26, M46, M47 y M48. Los franceses por su parte desarrollaron cañones de 75 mm L/70 a partir de los cañones de los Panther, que instalaron en sus blindados AMX-13. Otros países aliados, como Japón, equiparían sus blindados con estos cañones, por ejemplo al Tipo 61, el cual equiparon con un M3 90 mm L/50 estadounidense.

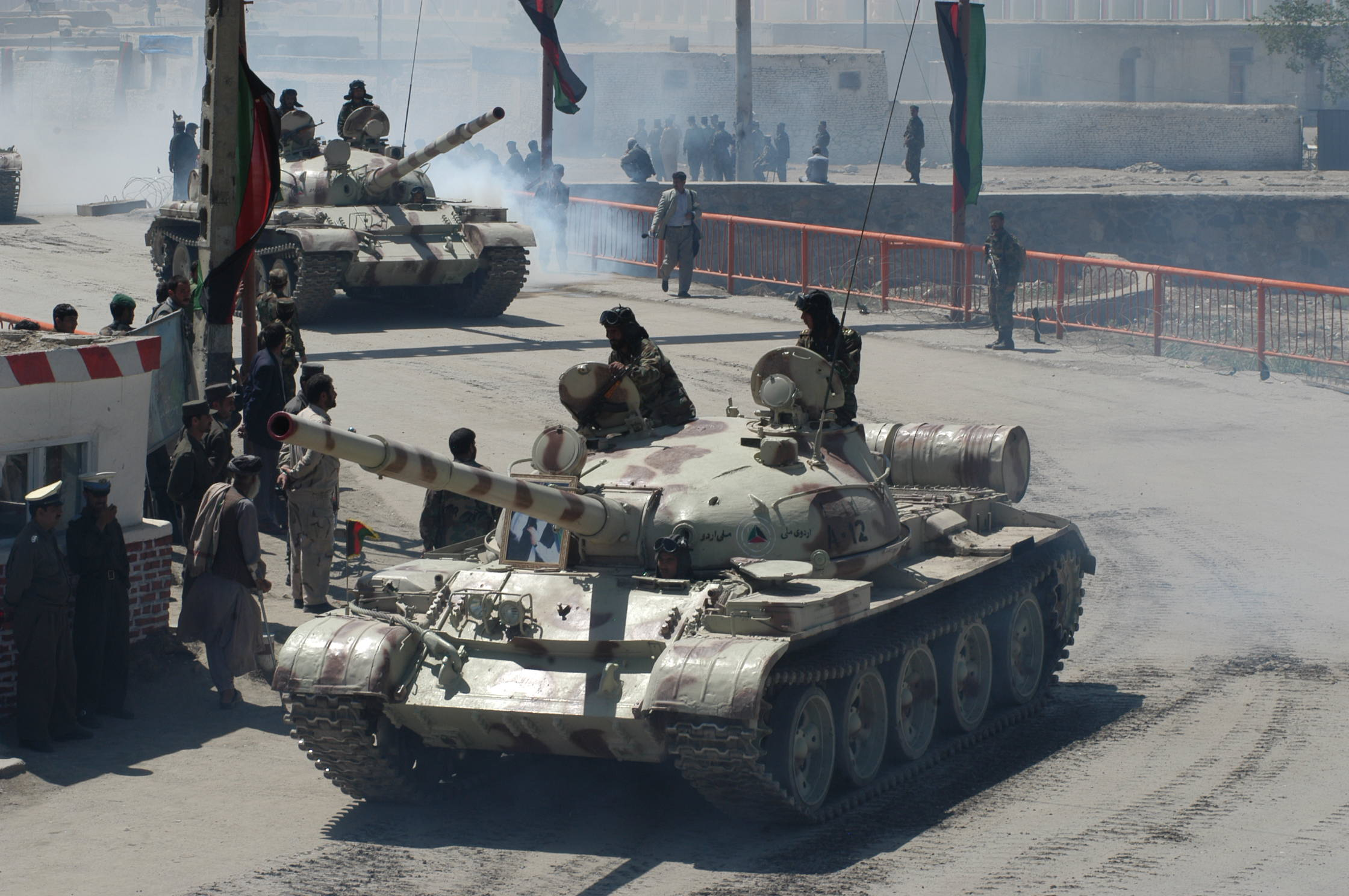
El cañón del T-62 soviético, el primero de su época de ánima lisa, resultó revolucionario. Hoy en día, el T-62 todavía se utiliza en muchos países; como este afgano.

Los soviéticos intentaron montar el cañón D-10T de 100 mm al T-44, pero el intento no tuvo éxito y acabaron instalando un cañón de 85 mm. Posteriormente, conseguirían equipar a los tanques T-54 y T-55 con esta pieza.
La segunda generación de cañones la comenzaron los británicos, cuando Vickers diseñó en 1958 el cañón L7 de 105 mm/51. Este cañón se estandarizó en el bloque occidental y lo adaptaron a sus blindados los EE. UU., Alemania, Suiza, Suecia, Japón, Israel y Corea del Sur. Por ejemplo, el blindado Stridsvagn 103 sueco o el Leopard 1 fueron equipados con este cañón. Francia desarrolló un cañón propio, también de 105 mm pero de 56 calibres, denominado F-1. 
La Unión Soviética respondió con el cañón D-68 de ánima lisa, de 115 mm, que montó en el T-62. Era un modelo innovador, puesto que hasta entonces nunca se había hecho uno de ánima lisa, esto le permitía disparar muchos tipos de munición, incluyendo misiles antitanque.

### Modelos modernos
Los cañones de los tanques actuales son de tercera generación. Desarrollados a partir de los años 60, también durante la Guerra Fría, su calibre ronda los 120 mm y su uso se ha prolongado hasta la actualidad. 
El primero en aparecer fue el cañón L11 de Vickers en calibre 120 mm y de 55 calibres de largo, que se instaló en el tanque Chieftain y posteriormente en el Challenger. Los alemanes desarrollaron el cañón Rheinmetall 12 cm L/44, que se ha equipado en los tanques Leopard 2, M1A1 Abrams y Merkava III e IV. También se fabricó una versión más larga, de 55 calibres de largo, que se ha montado en las variantes del Leopard 2 A5, A6 y 2E (la versión española del Leopard 2). Los tanques rusos T-64, T-72 y T-80 fueron equipados con un cañón de 125 mm de ánima lisa y una alta velocidad de salida. 

En un futuro se espera que la evolución de los cañones de los tanques pase por piezas de calibre 140 mm.